# Hobart Bay
Hobart Bay è un census-designated place (CDP) degli Stati Uniti d'America, situato nello Stato dell'Alaska e in particolare nel Borough di Petersburg.